# Główna Szkoła Artylerii i Inżynierii
Główna Szkoła Artylerii i Inżynierii (GSAiI) – wyższa szkoła wojskowa kształcąca, w szkolnym 1922/1923, kandydatów na oficerów artylerii i wojsk technicznych: saperów, kolejowych, samochodowych i łączności Wojska Polskiego.
W latach 1918–1922 oficerów do jednostek saperskich kształcono w Obozie Szkolnym Saperów zlokalizowanym w Warszawie na Powązkach. W 1922, po przejściu Wojska Polskiego na stopę pokojową, przyjęto zasadę tworzenia szkół oficerskich dla poszczególnych rodzajów broni. Główna Szkoła Artylerii i Inżynierii została sformowana w lipcu 1922. Studia miały trwać trzy lata. Przyjmowani do niej byli kandydaci w wieku 18-27 lat, posiadający świadectwo dojrzałości lub szkołę równorzędną i podchorążych rezerwy. W grudniu 1922 zakończoną wstępną organizację Wydziału Artylerii i Wydziału Inżynierii, jednak ze względu na brak warunków kwaterunkowych w Warszawie, Wydział Artylerii przeniesiono do Torunia.
W maju 1923 utworzono dwie odrębne szkoły Oficerską Szkołę Inżynierii w Warszawie i Oficerską Szkołę Artylerii w Toruniu.